# 6211 Цубаме
6211 Цубаме (6211 Tsubame) — астероїд головного поясу, відкритий 19 лютого 1991 року.
Тіссеранів параметр щодо Юпітера — 3,321.
Названо на честь Цубаме (яп. つばめ цубаме).